# مال آقا
روستاي مال‌آقا در32 كيلومتري شمال شرق باغ‌ملك واقع است اگر ما مسیر باغملک تا قلعه تل را طی کنیم و در قلعه تل به طرف شمال مسیر را ادامه دهیم ، به روستای تمبی خواهیم رسید . که بعد از  طی مسافتی کوتاه  به مالاقا می رسیم .
مالاقا منطقه ایی که در میان کوههای بلند محصور است و در کنار رودخانه کوچک و باغات و درختان سر سبز و زیبا و با هوایی بسیار مطبوع و فوق العاده سرد است. که هر روزه پذیرای انبوه مسافرانی است که گاه برای یک روز و  گاه  برا ی چند روز به آنجا می آیند.

## جمعیت
این روستا در دهستان قلعه تل قرار دارد و براساس سرشماری مرکز آمار ایران در سال 1395، جمعیت آن 65 نفر (27 خانوار) بوده‌است.
زبان و گویش اهالی

لر بختیاری

## نگارخانه

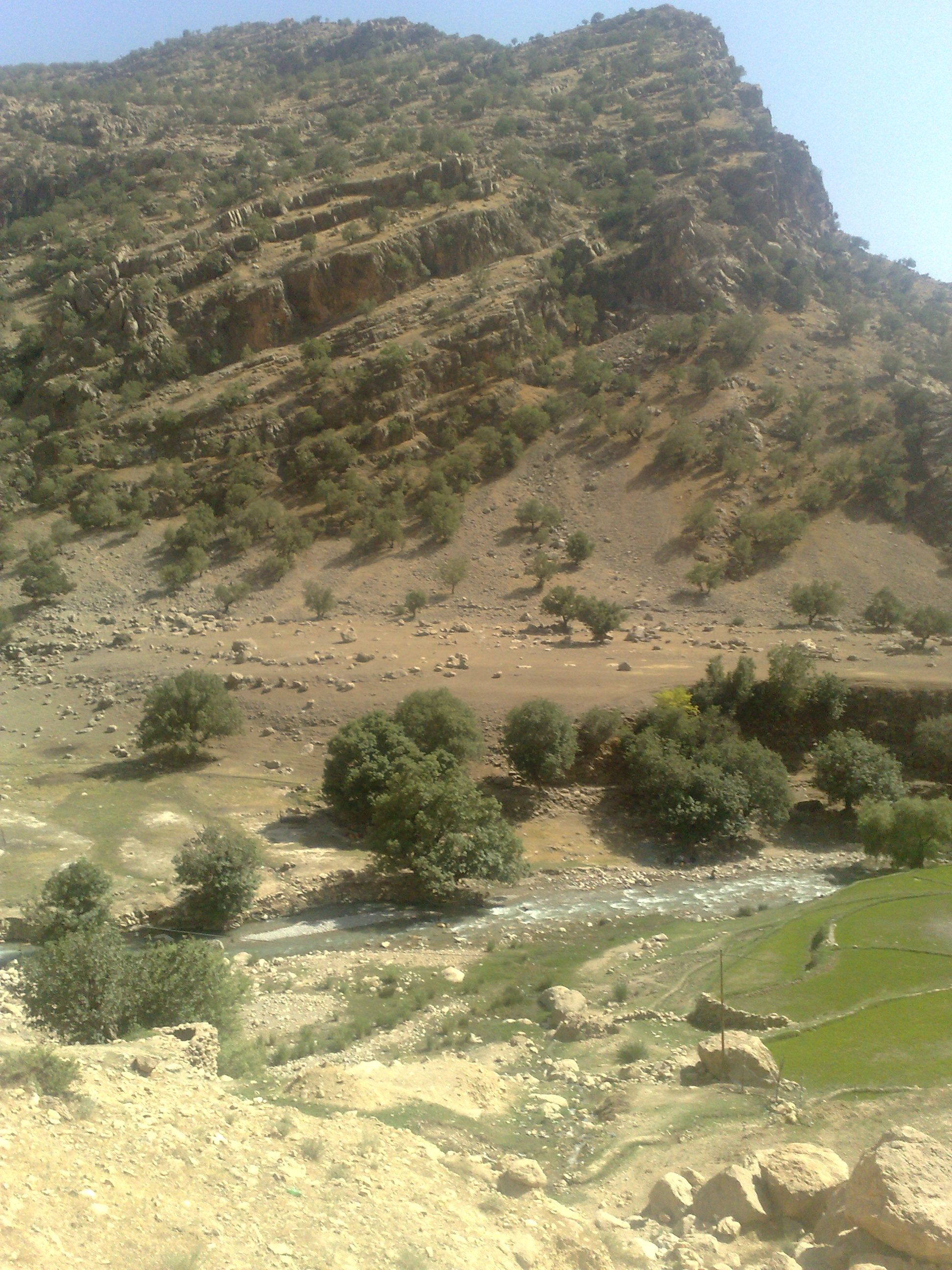
مال آقا ۶ خرداد ۱۳۹۰